# Hystrichodexia brevicornis
Hystrichodexia brevicornis är en tvåvingeart som först beskrevs av Macquart 1851.  Hystrichodexia brevicornis ingår i släktet Hystrichodexia och familjen parasitflugor. Inga underarter finns listade i Catalogue of Life.